# Bosrietzanger
De bosrietzanger (Acrocephalus palustris) is een zangvogel uit de familie Acrocephalidae (rietzangers).

## Gezang
De bosrietzanger lijkt zeer veel op de kleine karekiet. Het zijn tweelingsoorten. Ze onderscheiden zich vooral door zang.
De bosrietzanger is de beste zanger onder de rietvogels. Hij heeft niet alleen minder schorre tonen en meer heldere fluittonen dan de kleine karekiet, maar ook een grote variatie met veel imitaties, snel opeenvolgend. Zingt ook meer zichtbaar in of boven de vegetatie.

## Voortplanting
Het nest wordt door beide partners vaak gebouwd tussen brandnetels. Een legsel bestaat meestal uit blauw- of groenwitte eieren met olijfbruine en asgrauwe vlekken en fijne, zwartachtige stippen. Het wijfje neemt de broedzorg op zich, maar de verzorging van de jongen is een taak voor beide ouders.

## Verspreiding en leefgebied
De bosrietzanger is een trekvogel. Hij komt voornamelijk voor in West-Europa, uitgezonderd in de warmere Middellandse Zee-gebieden, maar ook in Rusland tot aan het Oeral-gebergte wordt hij wel aangetroffen. Hij overwintert in tropisch Oost-Afrika. Komt laat toe, gemiddeld vanaf einde mei.
Hij broedt in tegenstelling tot de kleine karekiet niet zozeer in rietkragen, maar meer in vochtige ruigtekruiden en verlandingsvegetatie met moerasspirea, grote brandnetel, verruigend riet en fluitenkruid.

### Voorkomen in Nederland en Vlaanderen
In Nederland en Vlaanderen is de bosrietzanger een vrij algemene broedvogel. In de periode 2018-2020 is het aantal broedparen in Nederland geschat op 68-115 duizend. In Vlaanderen waren in de periode 2013-2018 naar schatting 10.000 tot 25.000 broedparen aanwezig.

## Status
De bosrietzanger heeft een groot verspreidingsgebied en daardoor is de kans op de status kwetsbaar (voor uitsterven) gering. De grootte van de wereldpopulatie werd in 2015 geschat op 8 tot 17 miljoen volwassen vogels en de trend is stabiel. Om deze redenen staat de soort als niet bedreigd op de Rode Lijst van de IUCN.

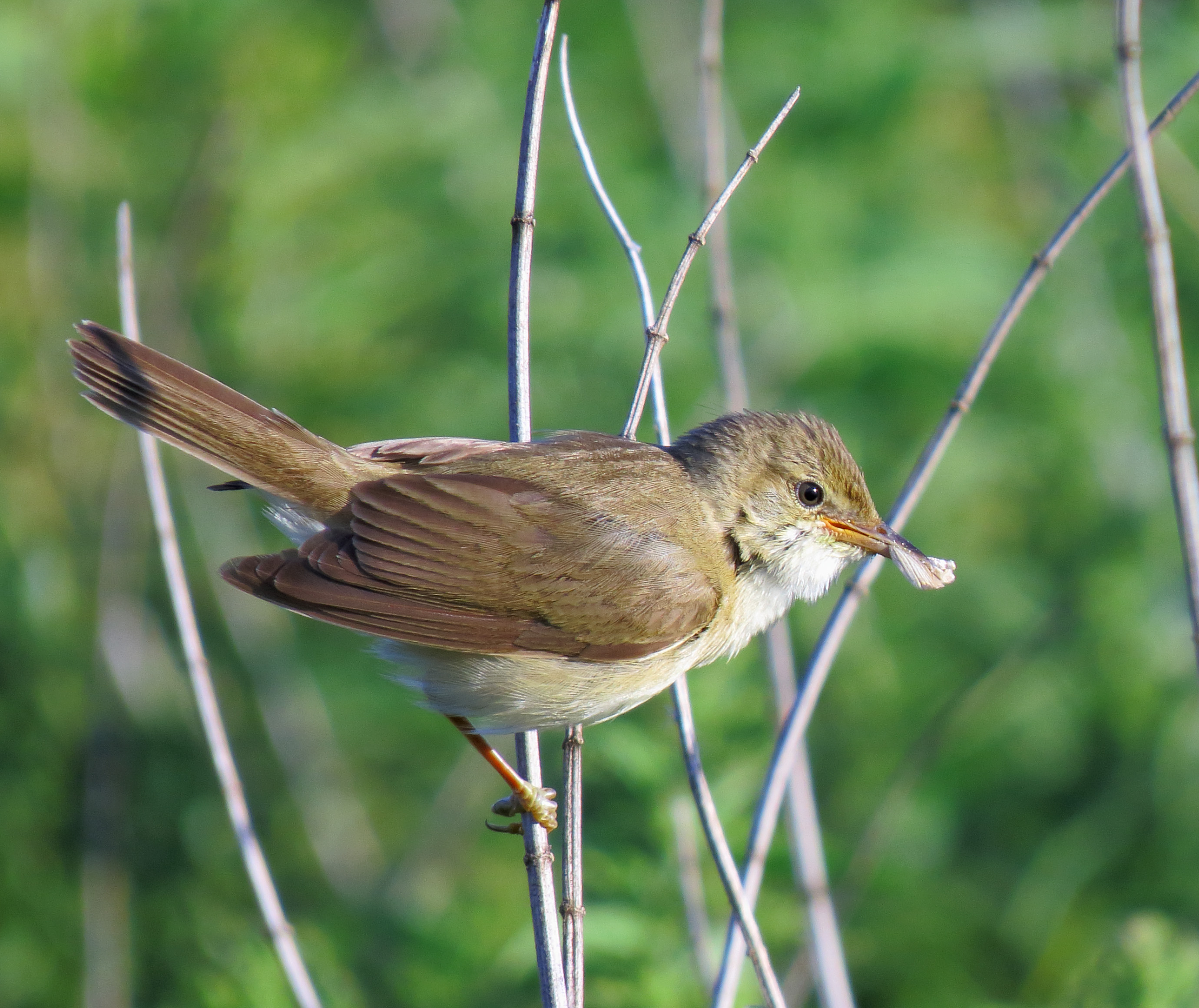
Bosrietzanger

## Video
- Zingende bosrietzanger